# Aloda
Aloda (gr. Αλόδα, tur. Atlılar) – wieś na Cyprze, w dystrykcie Famagusta.
Położona jest 5 km na zachód od Ajos Serjos. Jest zamieszkana przez Turków cypryjskich, także przed 1973. De facto pozostaje pod kontrolą Cypru Północnego.
37 mieszkańców zostało zamordowanych podczas masakry w Marathrze, Santalaris i Alodzie, a tylko 3 zdołało uciec.